# Crise espanhola de 1640

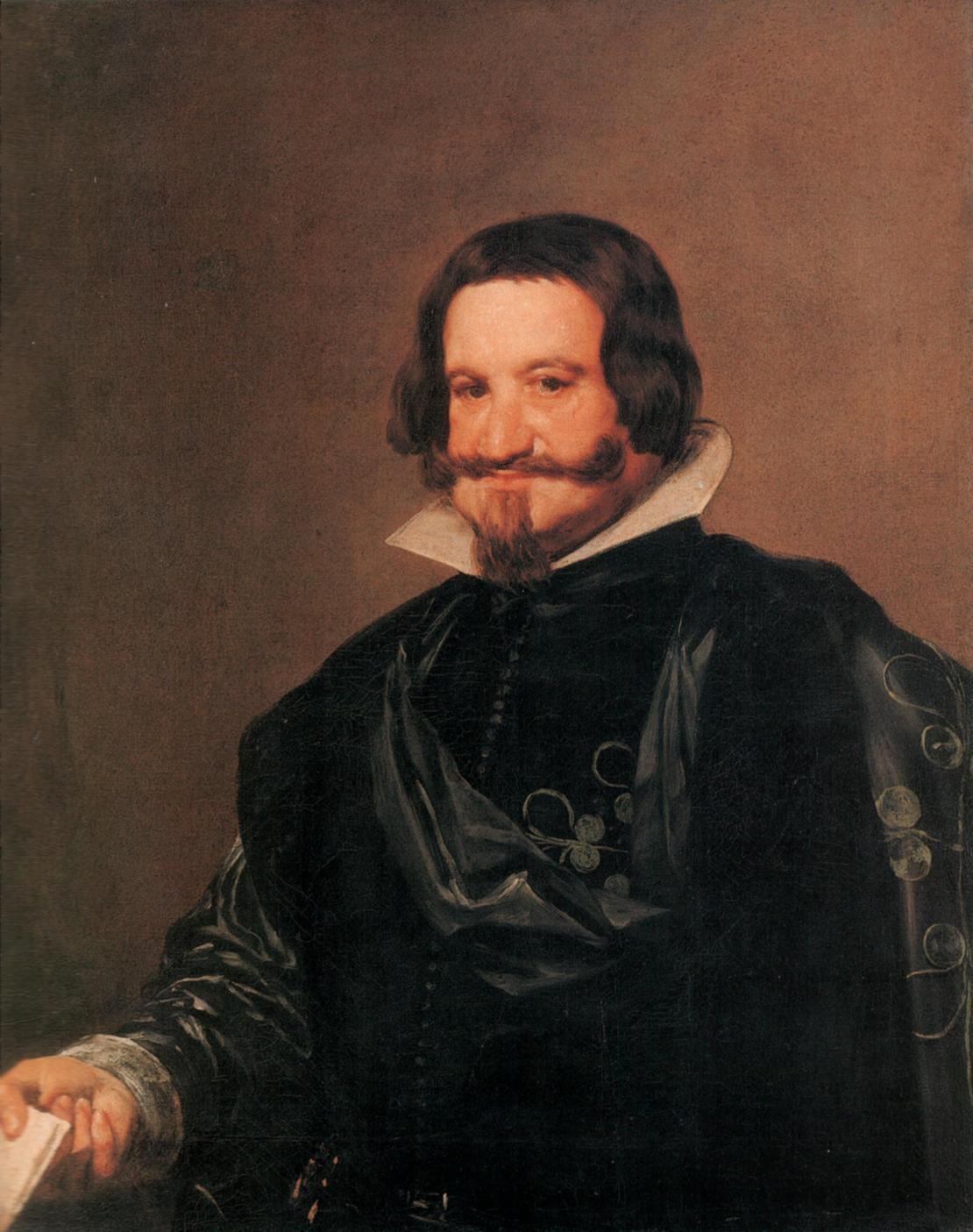
O Conde-Duque de Olivares retratado por Diego Velázquez.

A crise espanhola de 1640 foi a crise política mais grave enfrentada pela Monarquia Hispânica dos Habsburgo, tendo quase acabado com ela - o que em parte aconteceu, já que o reino de Portugal jamais foi recuperado. Ocorreu durante o reinado de Filipe IV da Espanha e entre suas principais causas está o projeto da União de Armas proposto por seu valido, o Conde-Duque de Olivares. Tudo isso dentro do contexto da Guerra dos Trinta Anos e da retomada da Guerra dos Oitenta Anos contra os rebeldes das Províncias Unidas dos Países Baixos.
A crise de 1640 foi parte do que é conhecido como a crise geral do século XVII, que afetou particularmente o sul e o centro da Europa. A Monarquia Católica de Filipe IV, como outras monarquias compostas europeias, teve que enfrentar grandes desafios internos e externos que questionavam sua estrutura política e social. A monarquia francesa estava na melhor posição para evoluir, não sem dificuldades, para o absolutismo, enquanto a monarquia inglesa, em tempos não menos terríveis (Guerra Civil inglesa), acabou por encontrar uma solução mais avançada: a monarquia parlamentar.

## Antecedentes
Em 1580 a monarquia hispânica, nascida com os reis católicos em 1479, havia incorporado o reino de Portugal, de modo que toda a Espanha - no sentido geográfico do termo na época - ficou sob a soberania de um único monarca, Filipe II. Como alertou Francisco de Quevedo em  España defendida, obra publicada em 1609: "a própria Espanha é composta por três coroas: Castela, Aragão e Portugal". Quanto à sua estrutura interna, a Monarquia Hispânica era uma monarquia composta em que os "Reinos, Estados e Senhores" que a compunham, estavam unidos de acordo com a fórmula aeque principaliter, sob a qual os reinos constituintes continuaram a ser tratados como entidades distintas, de modo que mantiveram suas próprias leis, e privilégios, com o monarca não tendo os mesmos poderes em todos os seus Estados. Assim, enquanto na Coroa de Castela o rei gozava de ampla liberdade de ação, devido a sua enorme centralização, nos estados da Coroa de Aragão e em Portugal sua autoridade foi consideravelmente limitada pelas leis e instituições de cada um deles. Isso levou Castela a ter que suportar o maior fardo das despesas da Monarquia, mas também gozar do benefício de constituir o núcleo central do regime, com grande maioria dos cargos sendo ocupados pela nobreza castelhana e pelos juristas castelhanos.

### O "declínio" de Castela, as necessidades da guerra e as dificuldades da tesouraria real

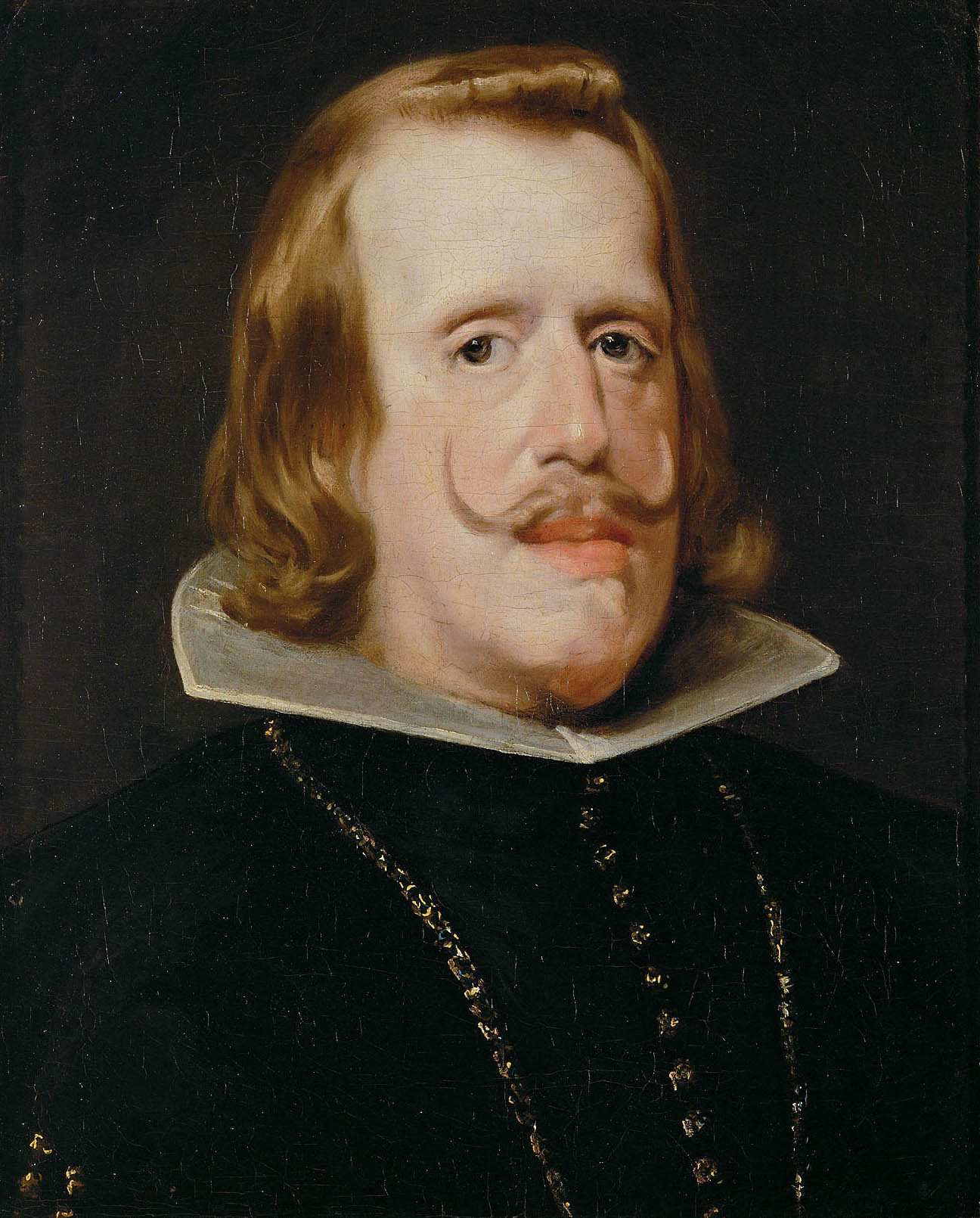
Filipe IV da Espanha por Velázquez (c.1659)

No início do século XVII, a situação em Castela - de onde até então vinham os homens e os impostos que Carlos I e Filipe II precisavam para sua política hegemônica na Europa - não era mais a mesma do século anterior. Como Joseph Pérez salientou, Castela "estava exausta, arruinada, sobrecarregada depois de um século de guerras quase contínuas". Sua população havia diminuído a um ritmo alarmante; sua economia estava em colapso; as frotas das Índias que levavam a prata para a Espanha chegavam muitas vezes tarde, e as remessas também não eram o que costumavam ser. Em comparação com Castela, as coroas de Aragão e Portugal haviam mantido sua autonomia interna, protegida por suas leis e privilégios, que limitavam o poder do rei.
A difícil situação de Castela e a queda das remessas de metais preciosos das Índias teve um impacto imediato na receita da tesouraria real, cuja crise se agravou em 1618 quando começou a Guerra dos Trinta Anos e quando em 1621 expirou a Trégua dos Doze Anos com as Províncias Unidas - retomando assim a Guerra dos Oitenta Anos. Esta situação complexa foi enfrentada pelo novo rei Filipe IV e seu válido, o Conde-Duque de Olivares.
Durante a Guerra dos Trinta Anos (1618-1648), a monarquia de Filipe IV teve que realizar campanhas militares em toda a Europa para manter unida uma união territorial dispersa, pouco coesa e valores estratégicos muito diferentes, além de defender o seu império ultramarino. Ao mesmo tempo, uma política de prestígio ou reputação estava sendo seguida, em defesa da religião católica e do ramo austríaco dos Habsburgos, sendo essa a razão da Trégua dos doze anos não ter ser renovada e o motivo da intervenção espanhola na guerra dos trinta anos contra as potências protestantes e a França de Richelieu. Tudo isso teve que ser feito em meio ao isolamento internacional que não pôde ser quebrado, apesar das tentativas de se conseguir uma aliança com a Inglaterra. O Papa também não tinha nenhuma simpatia pela Monarquia Católica. Mesmo assim, foram alcançados sucessos notáveis, como manter acessível a estrada espanhola entre Itália e Flandres.
Mas o esforço de guerra exigido pela guerra era impossível de manter devido a falta de recursos:
- Declínio dos recursos provenientes das Américas (mineração de metais preciosos estagnados ou em declínio desde o final do século XVI, e dependentes do sistema das frota das Índias, sujeitos à aleatoriedade das tempestades e à pressão dos piratas e corsários das potências navais emergentes como Inglaterra e Holanda;
- Diminuição dos Impostos de Castela (devido à crise econômica, despovoamento e falta de apoio das Cortes que, embora nunca se recusassem a conceder fundos, complicavam sua concessão e forma de cobrança), e que reclamavam que os outros territórios da Monarquia não contribuíam significativamente;
- A venda de jurisdições (seigniorias), o que diminuiu o patrimônio real e levou à re-feudalização e à diminuição efetiva do poder real;
- Má política monetária (desvalorização da moeda de velo);
- Uma enorme dívida pública (juros), que era crescente e muito problemática, o que levou às sucessivas falências de Filipe IV.

### O projeto Olivares: o memorial secreto de 1624 e a União de Armas
O projeto de Olivares, pode ser resumido em seu aforismo Multa regna, sed una lex, "Muitos reinos, mas uma lei", que era sem dúvida a lei de Castela, onde o poder do rei seria lei em qualquer "província", mesmo que essa mantivesse suas tradicionais "liberdades", implicando na modificação do modelo político da monarquia composta dos Habsburgos no sentido de uniformizar as leis e instituições de seus reinos. Esta política foi incorporada no famoso memorial secreto preparado por Olivares para Filipe IV, datado de 25 de dezembro de 1624, cujo parágrafo chave diz:
Que V.M se satisfaça com o negócio mais importante de vossa Monarquia, o de se tornar Rei da Espanha: quero dizer, Majestade, que Vossa Majestade não se contente em ser Rei de Portugal, de Aragão, de Valência, Conde de Barcelona, mas que trabalhe e pense, com conselhos mudados e secretos, em reduzir esses reinos dos quais a Espanha é composta ao estilo e às leis de Castela, sem qualquer diferença, e se Vossa Majestade o conseguir, será o Príncipe mais poderoso do mundo.
Como esse projeto exigia tempo e as necessidades do Tesouro eram urgentes, o Conde-Duque apresentou oficialmente em 1626 um projeto menos ambicioso, mas igualmente inovador, a União de Armas, segundo o qual todos os "Reinos, Estados e Senhores" da Monarquia Hispânica contribuiriam em homens e dinheiro para sua defesa, na proporção de sua população e riqueza. Assim, a Coroa de Castela e seu Império das Índias contribuiria com 44.000 soldados; o Principado da Catalunha, o Reino de Portugal e o Reino de Nápoles, 16.000 cada; os países baixos espanhóis, 12.000; o Reino de Aragão, 10.000; o Ducado de Milão, 8.000; e o Reino de Valência e o Reino da Sicília, 6.000 cada, para um exército total de 140.000 homens. O Conde-Duque pretendia assim cumprir as obrigações militares que a Monarquia Habsburgo havia assumido. No entanto, o Conde estava ciente da dificuldade do projeto, pois teria que conseguir a aceitação das instituições de cada Estado - apenas suas Cortes - e estas tinham muita inveja de seus privilégios e poderes.

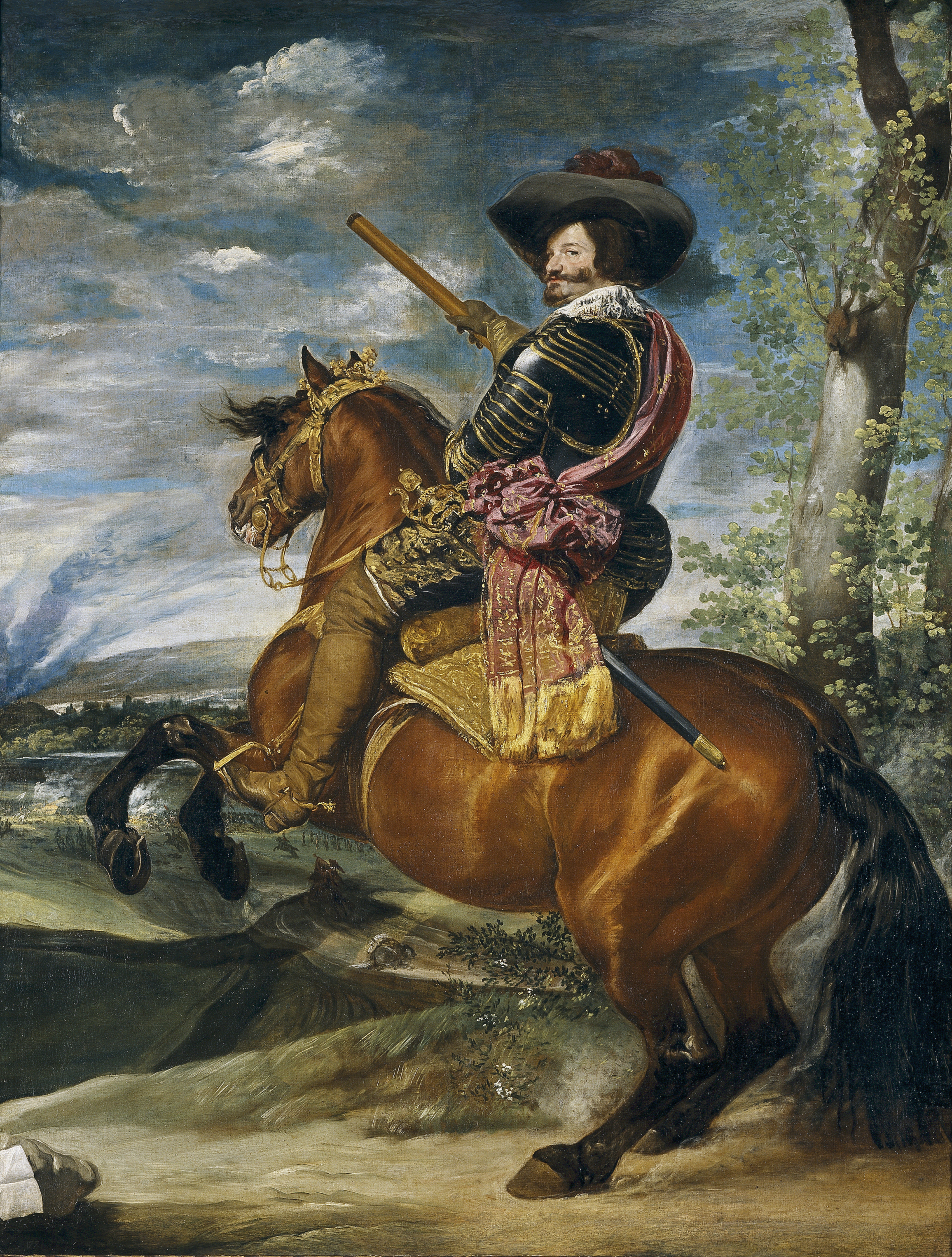
O Conde Duque de Olivares, por Velázquez, 1632. O válido aparece no auge do seu poder e da monarquia hispânica, com o bastão militar, em um quadro suspenso com uma de composição simétrica do próprio rei, ambos no Museu do Prado.

Com a União de Armas Olivares retomou as idéias dos árbitros castelhanos que, desde o início do século XVII, quando a "decadência" de Castela se tornou evidente, propuseram que os fardos da Monarquia fossem compartilhados pelos demais reinos não castelhanos, embora nada dissessem sobre compartilhar os benefícios também. Essas idéias também foram retomadas pelo Conselho do Tesouro e pelo Conselho de Castela quando a Guerra dos Trinta Anos começou. Esta última, em uma "consulta" em 1 de fevereiro de 1619, afirmou que as outras "províncias", "tinham razão em se oferecer, e até mesmo ser convidadas a ajudar com algum alívio, e que todo o peso e carga não deveriam cair sobre um assunto tão fino e inútil", em referência à Coroa de Castela. Entretanto, a opinião que os árbitros e conselhos castelhanos tinham sobre a escassa contribuição dos estados da Coroa de Aragão para os gastos da Monarquia não se encaixava completamente na realidade, além do fato de que os castelhanos superestimaram a população e a riqueza dos reinos e estados não castelhanos, uma ideia que também foi compartilhada por Olivares.

### A oposição de reinos e estados não castelhanos à União de Armas
Enquanto na corte de Madrid a União de Armas foi recebida com grande elogio - "o único meio de sustento e restauração da monarquia" - nos Estados não castelhanos aconteceu exatamente o contrário, sabendo que se fosse aprovada teriam que contribuir regularmente com tropas e dinheiro, sendo isso uma violação de suas leis, já que em todos eles, como Elliott apontou, "regras muito rigorosas previam o recrutamento e uso de tropas".
Segundo Joseph Pérez, a oposição dos estados não castelhanos à União de Armas se devia, primeiro, ao fato de que a mudança proposta "era forte demais para ser aceita sem resistência" por "reinos e lordes que gozaram de autonomia quase total durante um século e meio"; e, segundo, porque "o propósito de criar uma nação unida e solidária chegou tarde demais: foi proposto às províncias não castelhanas participar de uma política que estava a afundar Castela quando não tinha sido dada uma participação nos lucros ou no prestígio que essa política trouxe aos castelhanos, se é que tinha algum".
Para a aprovação da União de Armas, o rei Felipe IV convocou para o início de 1626 o Parlamento do Reino de Aragão, que seria realizado em Barbastro; o Parlamento do Reino de Valência, a ser realizado em Monzón, e o Parlamento Catalão, que se reuniria em Barcelona. Nos do Reino de Valência Olivares teve que mudar seus planos e aceitar um subsídio, que as Cortes concederam relutantemente, de um milhão de ducados que serviriam para manter 1.000 soldados - longe dos 6.000 previstos - que seriam pagos em quinze parcelas anuais - 72.000 ducados a cada ano. Das Cortes do Reino de Aragão ele obteve dois mil voluntários durante quinze anos, ou seja, os 144 mil ducados por ano que pagariam por esse número de homens - muito longe da cifra de 10 mil soldados prevista por Olivares para o Reino de Aragão. Quanto às Cortes do Principado da Catalunha, a oposição  não foi superada, e como as sessões continuaram por muito tempo sem que a União de Armas fosse discutida, o Rei Filipe IV deixou Barcelona com pressa em 4 de maio de 1626 sem fechá-las.
Em 1632 Olivares tentou novamente conseguir que os tribunais catalães aprovassem a União de Armas ou um "serviço" equivalente em dinheiro e eles se reuniram novamente. Mas estas duraram ainda menos do que as de 1626, já que as questões de protocolo - como a reivindicação dos representantes de Barcelona pelo privilégio de estarem cobertos com um chapéu na presença do rei - esgotaram a paciência de Filipe IV e ele saiu novamente do principado sem concluir o trabalho das Cortes. Como Xavier Torres salientou, o fracasso destes novos tribunais sancionou "de fato, o divórcio entre o monarca  e as instituições do Principado".

## A crise de 1640

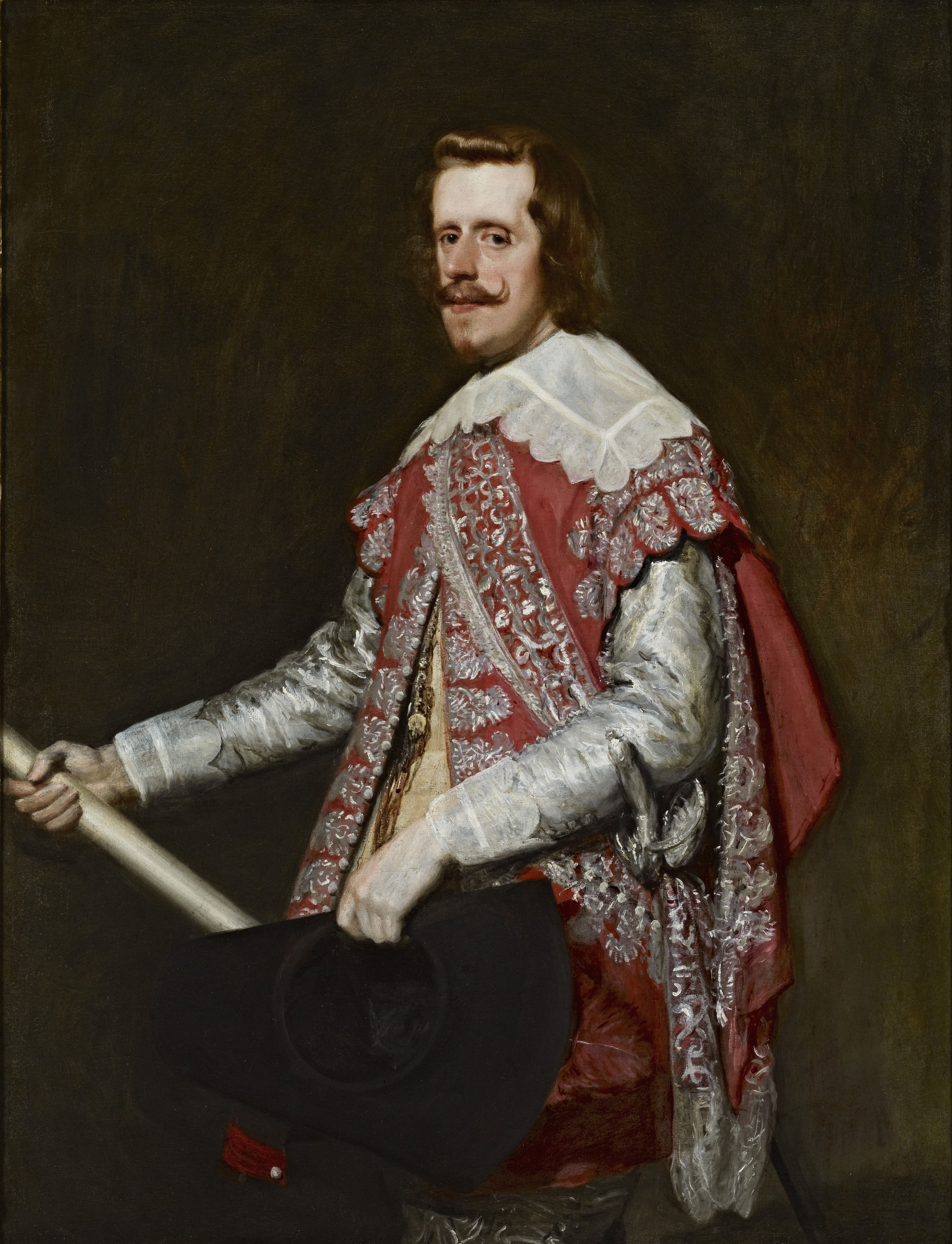
Em 1644, Velázquez acompanhou o rei em uma campanha para a Catalunha, onde o exército espanhol liderou um cerco bem-sucedido de Lérida contra os franceses. Na cidade de Fraga, sede do rei, em um estúdio improvisado e arruinado, Filipe posou para esse retrato vestido com o traje de prata e rosa que ele usava durante a campanha. O pintor consegue capturar excepcionalmente a personalidade do rei, que denota um gesto de preocupação com a situação caótica de sua monarquia naqueles anos. O bastão e o chapéu preto são os únicos ornamentos que encontramos, rejeitando os atributos alegóricos da glória e do valor militar.

Em 1636, a declaração de guerra de Luís XIII da França a Filipe IV trouxe a guerra à Catalunha, dada a sua situação fronteiriça, portanto, como diz Xavier Torres, "os catalães encontraram-se, como ele diz, com a União de Armas em casa".
O Conde-Duque de Olivares propôs concentrar um exército de 40.000 homens na Catalunha para atacar a França do sul, para o qual o Principado teria de contribuir com 6.000 homens. Logo surgiram conflitos entre o exército real - composto por mercenários de várias regiões, incluindo os castelhanos - e a população local, no que diz respeito ao alojamento e manutenção das tropas. As queixas sobre o seu comportamento se espalharam - foram acusadas de cometer roubos, exortações e todo tipo de abusos - culminando no saque de Palafrugell pelo exército ali estacionado, o que desencadeou protestos catalães contra Olivares.
O Conde-Duque, necessitado de dinheiro e de homens, confessa que estava farto dos catalães: "Se as Constituições te engravidam, que o diabo te tire as Constituições". Assim, ao longo de 1640, o novo Vice-rei da Catalunha, Conde de Santa Coloma, seguindo as instruções de Olivares, toma medidas cada vez mais duras contra aqueles que negam alojamento às tropas ou se queixam de seus abusos. Ele até toma represálias contra aldeias onde as tropas não foram bem recebidas e algumas são pilhadas e queimadas. O congressista Tamarit é preso. Os confrontos entre camponeses e soldados são menos frequentes até a ocorrência de uma insurreição geral na região de Girona, que logo se espalha pela maior parte do Principado. Em 7 de junho de 1640, na festa de Corpus Christi, rebeldes misturados com colhedores que tinham vindo à cidade para serem contratados para a colheita, entraram em Barcelona e a rebelião irrompeu. "Os insurreicionistas contra os oficiais reais e os castelhanos; o próprio vice-rei tenta salvar sua vida fugindo, mas é tarde demais. Ele é morto. Os rebeldes são os donos de Barcelona". Foi o Corpus Christi que iniciou a revolta na Catalunha. Em dezembro o reino de Portugal se levantou e no verão de 1641 a conspiração do Duque de Medina Sidonia foi descoberta na Andaluzia. Posteriormente surgiram novas ameaças em Aragão, Sicília e Nápoles.

### A revolta na Catalunha
Artigo principal: Guerra dos segadores
A ideia da União de Armas proposta pelo Conde-Duque de Olivares era inaplicável devido à oposição dos tribunais catalães. A partir de 1636, a guerra atingiu suas próprias fronteiras, nas quais as classes dirigentes catalãs (nobreza, clero e patrícios urbanos), que tinham muito ciúmes de seus privilégios e leis e já tinham sofrido alguns erros simbólicos do rei e seus válidos, não teriam outra escolha senão colaborar. Os abusos do exército contra a população civil, comuns em todas as guerras da época, sem olhar se eram praticados sobre a própria população ou sobre o inimigo, despertaram na campesinato uma consciência de opressão que levou à Guerra dos Segadores depois do Corpus Christi. A classe alta da Catalunha acabou oferecendo sua lealdade ao Rei da França.

### A secessão de Portugal
Artigo principal: Guerra da restauração
A concentração dos escassos esforços da monarquia para reprimir a revolta catalã levou à intensificação dos movimentos conspiratórios em Portugal, que buscavam o retorno a uma situação de independência que não desfrutava desde 1580. O pedido imprudente mas necessário de mais impostos e apoio à nobreza portuguesa para reprimir a revolta catalã (27 de Outubro de 1640) precipitou os acontecimentos e no dia 1 de Dezembro o descontentados proclamaram o Duque de Bragança como rei João IV de Portugal. Com pouco esforço, ele conseguiu impor-se aos poucos apoiadores de Filipe IV, tanto no continente como nas colônias (com poucas exceções, como Ceuta), e consolidar seu poder.

### A Conspiração do Duque de Medina Sidonia na Andaluzia
Artigo Principal: Conspiração independentista andaluza
Com pouca diferença de datas, a conspiração do Duque de Medina Sidonia foi detectada e efetivamente reprimida na Andaluzia (1641). O Duque pretendia estabelecer um reino separado, porém ele estava praticamente sem apoio interno, e seu único apoio externo era provavelmente Portugal. Medina-Sidonia é presa e executado.

### A conspiração do Duque de Híjar no reino de Aragão
O Duque de Híjar, juntamente com um personagem chamado Carlos Padilla (identificado como um francófilo convicto), fez uma tentativa semelhante em Aragão, alguns anos depois, em 1648. Ambos (o de Medina Sidonia e o de Híjar) foram caracterizados como uma demonstração de oportunismo aristocrático, semelhante ao da nobreza francesa durante os acontecimentos da Fronda.

### As revoltas em Nápoles e na Sicília
Uma das consequências mais graves da crise foi a revolta anti-espanhola de Nápoles (1647), um movimento popular com características de um motim de subsistência liderado pelo pescador Tommaso Aniello d'Amalfi, conhecido como Masaniello. O apoio inicial de alguns setores da nobreza e patrícios urbanos foi de curta duração, pois ficou claro que a melhor defesa de sua situação privilegiada era o próprio Filipe IV e as tropas espanholas que, sob o comando de Dom João José de Áustria, filho bastardo do rei, entraram na cidade de Nápoles em fevereiro de 1648. Na Sicília, onde uma revolta semelhante havia estalado, a mesma coisa aconteceu em setembro de 1648.

## Consequências
A guerra na Europa não correu bem: a batalha naval das Dunas (1639) havia sido perdida assim como a batalha de Rocroi (1643). O Tratado de Vestefália (1648) pôs fim à guerra na Europa Central e modernizou a diplomacia europeia, tornando-a mais realista e menos dependente da religião. Os Habsburgos de Viena sobreviveram. A monarquia católica teve que se resignar a tudo. A independência da Holanda é reconhecida (após oitenta anos de guerra com o parêntese da trégua de doze anos concedida por Filipe III),como mais tarde será reconhecida a de Portugal (1668). A guerra com a França continuou, mas a situação na Catalunha evoluiu favoravelmente aos interesses dos espanhóis, embora a Paz dos Pirenéus (1659) significasse a divisão do território catalão, enquanto sua parte principal voltou à situação antes de 1640, com as leis tradicionais sendo respeitadas.
Embora pudesse ter sido ainda pior, os mais de cem anos de hegemonia espanhola na Europa estavam passando para a história. A decadência espanhola, que muitos contemporâneos (incluindo o próprio Olivares) denunciavam desde o início do século XVII, era evidente. Para um povo exausto, havia pouco conforto nos luxos barrocos artificiais que simultaneamente triunfavam na arte e na literatura da Idade de Ouro. Entretanto, a pureza da fé em toda a Monarquia Católica foi salvaguardada.
No início de 1643, Filipe IV autorizou o Conde-Duque de Olivares a retirar-se para suas terras. Assim, notou-se que "uma política audaciosa de integração hispânica que terminou em desastre quase total" havia falhado, e que "estava quase a ponto de afundar a monarquia [de Filipe IV]".